# Kanton Saint-Pol-sur-Ternoise
Kanton Saint-Pol-sur-Ternoise (francouzsky Canton de Saint-Pol-sur-Ternoise) je francouzský kanton v departementu Pas-de-Calais v regionu Hauts-de-France. Tvoří ho 88 obcí. Před reformou kantonů 2014 ho tvořilo 42 obcí.

## Obce kantonu
od roku 2015:
| - Anvin - Aubrometz - Aumerval - Averdoingt - Bailleul-lès-Pernes - Beauvois - Bergueneuse - Bermicourt - Blangerval-Blangermont - Bonnières - Boubers-sur-Canche - Bouret-sur-Canche - Bours - Boyaval - Brias - Buneville - Canteleux - Conchy-sur-Canche - Conteville-en-Ternois - Croisette - Croix-en-Ternois - Écoivres - Eps - Équirre - Érin - Fiefs - Flers - Fleury - Floringhem - Fontaine-lès-Boulans | - Fontaine-lès-Hermans - Fortel-en-Artois - Foufflin-Ricametz - Framecourt - Frévent - Gauchin-Verloingt - Gouy-en-Ternois - Guinecourt - Hautecloque - Héricourt - Herlincourt - Herlin-le-Sec - Hernicourt - Hestrus - Heuchin - Huclier - Humerœuille - Humières - Ligny-sur-Canche - Ligny-Saint-Flochel - Linzeux - Lisbourg - Maisnil - Marest - Marquay - Moncheaux-lès-Frévent - Monchel-sur-Canche - Monchy-Breton - Monchy-Cayeux | - Monts-en-Ternois - Nédon - Nédonchel - Neuville-au-Cornet - Nuncq-Hautecôte - Œuf-en-Ternois - Ostreville - Pernes - Pierremont - Prédefin - Pressy - Ramecourt - Roëllecourt - Sachin - Sains-lès-Pernes - Saint-Michel-sur-Ternoise - Saint-Pol-sur-Ternoise - Séricourt - Sibiville - Siracourt - Tangry - Teneur - Ternas - La Thieuloye - Tilly-Capelle - Troisvaux - Vacquerie-le-Boucq - Valhuon - Wavrans-sur-Ternoise |

před rokem 2015:
- Beauvois
- Bermicourt
- Blangerval-Blangermont
- Brias
- Buneville
- Croisette
- Croix-en-Ternois
- Diéval
- Écoivres
- Flers
- Foufflin-Ricametz
- Framecourt
- Gauchin-Verloingt
- Guinecourt
- Hautecloque
- Héricourt
- Herlincourt
- Herlin-le-Sec
- Hernicourt
- Humerœuille
- Humières
- Ligny-Saint-Flochel
- Linzeux
- Maisnil
- Marquay
- Moncheaux-lès-Frévent
- Monts-en-Ternois
- Neuville-au-Cornet
- Nuncq-Hautecôte
- Œuf-en-Ternois
- Ostreville
- Pierremont
- Ramecourt
- Roëllecourt
- Saint-Michel-sur-Ternoise
- Saint-Pol-sur-Ternoise
- Séricourt
- Sibiville
- Siracourt
- Ternas
- Troisvaux
- Wavrans-sur-Ternoise